# Junqueiro-de-bico-reto
Trepa-caniços-de-bico-direito, arredio-do-gravatá ou junqueiro-de-bico-reto (Limnornis rectirostris) é uma espécie de ave da família Furnariidae.
Pode ser encontrada nos seguintes países: Argentina, Brasil e Uruguai.
Os seus habitats naturais são: pântanos.
Está ameaçada por perda de hábitat.